# Červená Jáma
Červená Jáma (deutsch Rothe Grube) ist eine Ansiedlung auf dem Kataster der Gemeinde Nová Ves v Horách in Tschechien. Sie liegt fünf Kilometer südlich von Hora Svaté Kateřiny und gehört zum Okres Most.

## Geographie
Červená Jáma befindet sich auf dem Erzgebirgskamm am südlichen Fuße der Medvědí skála (Bärenstein, 924 m). Östlich erhebt sich der Červený vrch (Roter Hübel, 833 m), im Südosten die Homolka (844 m). Südwestlich liegt der Zámecký vrch (Kleiner Seeberg, 684 m) mit den Resten der Burg Nový Žeberk, westlich die Lesná (Ladung, 911 m) und im Nordwesten der Lesenská pláň (Hübladung, 921 m). In Červená Jáma entspringt der Bach Vesnický potok (Eisenberger Waldbach). Nordöstlich liegt das Quellgebiet des Šramnický potok und im Nordwesten das des Kundratický potok (Dorfbach).
Nachbarorte sind Pachenkov, Deutschneudorf und Nová Ves v Horách im Norden, Mikulovice und Lniště im Nordosten, Horní Jiřetín und Černice im Osten, Jezeří im Südosten, Vysoká Pec und Drmaly im Süden, Pyšná im Südwesten, Lesná im Westen sowie Rudolice v Horách und Malý Háj im Nordwesten.

## Geschichte
Die erste schriftliche Erwähnung der Rotterfundtgrub am Breiten Berg erfolgte in den Jahren 1557 und 1558. Es wird angenommen, dass das gleichnamige Bergwerk um 1520 entstand. Während des Dreißigjährigen Krieges kam der Bergbau zum Erliegen. Nach der Schlacht am Weißen Berg gehörte das Gebiet zu den Besitzungen von Adam Herzan von Harras. 1652 wurde das Bergwerk von dem sächsischen Unternehmer August Rothe aufgekauft und ab 1682 gehörte des Ferdinand Wilhelm von Lobkowicz auf Eisenberg und Neundorf. 1685 wurde der Eisenerzbergbau wieder aufgenommen und eine bergmännische Ansiedlung errichtet. Verarbeitet wurde das Erz im Karolinental, wo sich auch ein Hochofen befand. Zwischen 1710 und 1711 wurde die Rothe Grube stillgelegt.
In der Mitte des 19. Jahrhunderts entstand ein Forsthaus. 1930 hatte Rothe Grube sieben Einwohner.